# Canthon obliquus
Canthon obliquus är en skalbaggsart som beskrevs av Horn 1894. Canthon obliquus ingår i släktet Canthon och familjen bladhorningar. Inga underarter finns listade.